# ایوان وارطانیان
ایوان آبگاری وارطانیان (ارمنی: Իվան Աբգարի Վարդանյան؛  زادهٔ ۱۸۸۸ - درگذشته ۱۹۳۷) فرد نظامی اهل ارمنستان بود.

## زندگی‌نامه
وی در ۱۸۸۸ در شینوهایر به دنیا آمد . همچنین برندهٔ جوایزی همچون نشان پرچم سرخ کار شده است. وی در ۱۹۳۷ در ۴۹ سن سالگی درگذشت.